# Delta phthisicum
Delta phthisicum är en stekelart som först beskrevs av Gerst. 1857.  Delta phthisicum ingår i släktet Delta och familjen Eumenidae. Inga underarter finns listade i Catalogue of Life.